# Abel-Antoine Ronjat
Pour les articles homonymes, voir Ronjat.
Abel-Antoine Ronjat est un homme politique et magistrat français né le 20 janvier 1827 à Vienne (Isère) et décédé le 26 décembre 1892 à Hyères (Var).

## Biographie
Fils de Joseph Ronjat, député de l'Isère sous la Deuxième République, il est élève de l'École d'administration en 1848, puis devient avocat au barreau de Paris en 1851, et au barreau de Vienne en 1861. Républicain, il est conseiller municipal de Vienne en 1865, et sous-préfet de l'arrondissement après le 4 septembre 1870. Le 12 janvier 1871, il est procureur général à Grenoble, mais est révoqué dès le mois de mars 1871. Il reprend ses activités d'avocat à Vienne et devient maire de la ville et conseiller général du canton d'Heyrieu, puis président du conseil général. En 1879, il est élu sénateur de l'Isère, inscrit au groupe de l'Union républicaine. En parallèle de son mandat, il devient en 1880 avocat général près la Cour de Cassation. Il est commissaire près le tribunal des conflits de 1880 à 1883. En 1884, il est nommé président de Chambre à la Cour de cassation et démissionne de son mandat de sénateur. Il est procureur général près la Cour de cassation de 1886 à 1892.